# Voroniv, Sokal
Voroniv (în ucraineană Воронів) este un sat în comuna Domașiv din raionul Sokal, regiunea Liov, Ucraina.

## Demografie
Componența lingvistică a localității Voroniv
     Ucraineană (100%)
Conform recensământului din 2001, toată populația localității Voroniv era vorbitoare de ucraineană (100%).